# 別布扎國家公園
53°28′00″N 22°39′41″E / 53.4666°N 22.6613°E

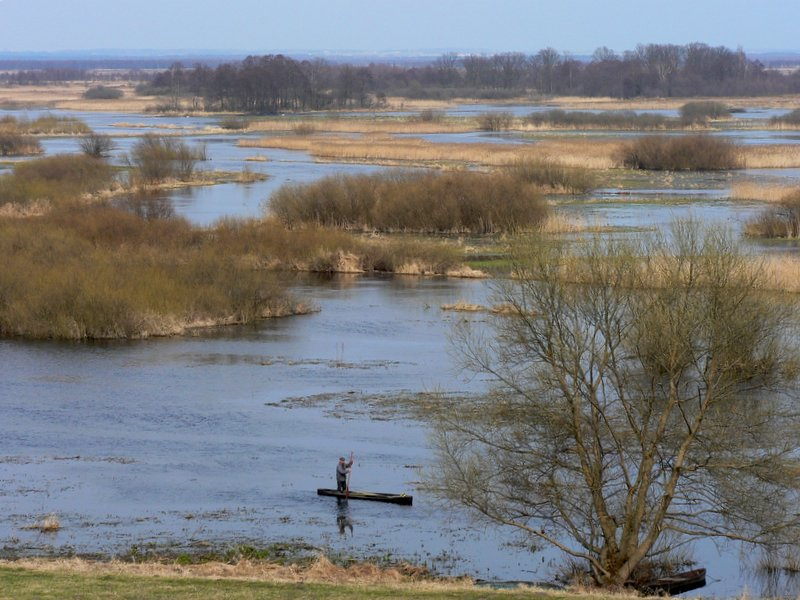

別布扎國家公園是波蘭最大的國家公園，位於該國東北部，由波德拉謝省負責管轄，始建於1993年9月9日，面積592.23平方公里，是271種鳥類的棲息地。

## 外部連結
- Official website（页面存档备份，存于）
- The Board of Polish National Parks
- Awarded "EDEN - European Destinations of Excellence" non traditional tourist destination 2010